# إدمار
إدمار هو لاعب كرة قدم برازيلي في مركز حراسة المرمى، ولد في 30 يناير 1941 في ريو دي جانيرو في البرازيل. لعب مع نادي فلامنغو.

## وصلات خارجية
- إدمار على موقع أوليمبيديا (الإنجليزية)